# Acacia paolii
Acacia paolii är en ärtväxtart som beskrevs av Emilio Chiovenda. Acacia paolii ingår i släktet akacior, och familjen ärtväxter.

## Underarter
Arten delas in i följande underarter:
- A. p. paolii
- A. p. paucijuga